# اینسکم
اینسکم یک وبسایت است که دارای فهرستی از دوربین‌های مداربسته به‌صورت پخش زنده از کشورهای مختلف است.
در این وب حدود ۱۰۰۰۰۰ دوربین ثبت شده داشت.